# Powiat Sant’Antonino
Sant’Antonino (wł. Circolo di Sant’Antonino) – powiat w Szwajcarii, w kantonie Ticino, w okręgu Bellinzona. Siedziba administracyjna powiatu znajduje się w miejscowości Sant’Antonino. 
Powiat składa się z trzech gmin (comune) o powierzchni 27,76 km² i o liczbie mieszkańców 5875.

## Gminy
| Nazwa gminy   | Powierzchnia km² | Liczba mieszkańców 31 grudnia 2021 |
| ------------- | ---------------- | ---------------------------------- |
| Cadenazzo     | 8,38             | 3 024                              |
| Isone         | 12,83            | 384                                |
| Sant’Antonino | 6,55             | 2 556                              |

## Zmiany administracyjne
- 13 marca 2005
  - przyłączenie gminy Robasacco do gminy Cadenazzo